# OMA (azienda)
OMA (Officine Meccaniche Aeronautiche) è un'azienda italiana fondata a Foligno nel 1948. Opera nel mercato aeronautico globale nella progettazione, sviluppo e produzione di aerostrutture integrate, sistemi di bordo idraulici ed elettromeccanici. Effettua inoltre servizi di manutenzione e revisione per Unità di Potenza Ausiliaria (Auxiliary Power Unit - APU), scatole ingranaggi ed aeromobili ad ala fissa e rotante.

## Storia

### Le origini: il lanificio di Rasiglia
Nel 1914 Umberto Tonti fondò un lanificio a Rasiglia, in Umbria. L'attività copriva il ciclo di lavorazione della lana: dalla filatura e tintura alla produzione di tessuti e coperte, tra cui le uniformi per l'Esercito Italiano. Il lanificio utilizzava l'energia elettrica generata dalle sorgenti del fiume Menotre. 
Nel 1925 Tonti trasferì l'attività a Pisciarello, dove costruì una centrale elettrica a servizio dell'azienda.

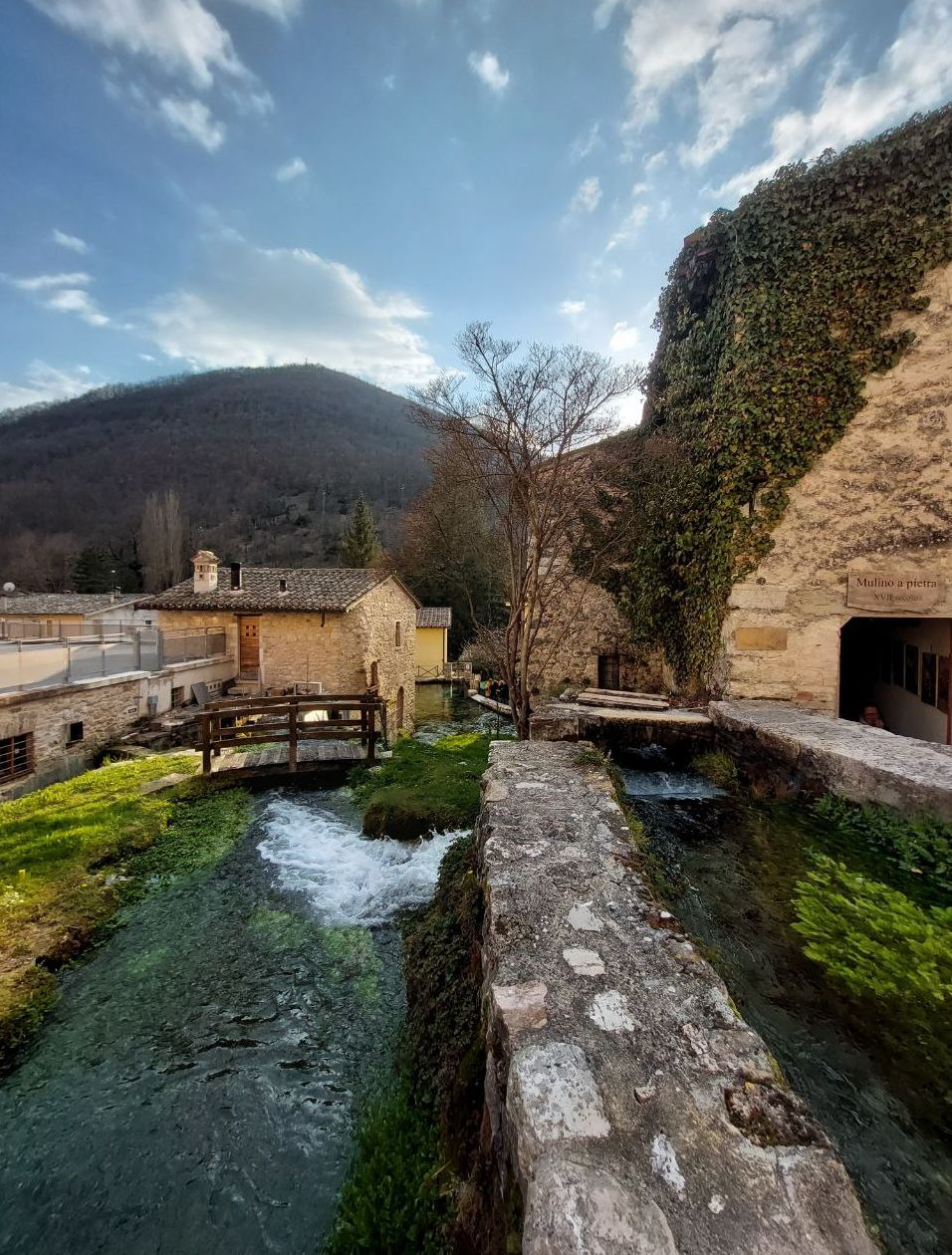
Rasiglia (Umbria)

Durante la Seconda guerra mondiale, il lanificio subì danni a causa delle operazioni di ritirata delle truppe tedesche, con il contributo dei dipendenti, il lanificio tornò operativo anche con l'utilizzo di macchinari e parti meccaniche reperite presso l'ex AUSA Macchi, azienda aeronautica di Foligno della famiglia Macchi di Varese che aveva appena cessato le attività in Umbria a causa dei danni subiti durante il secondo conflitto mondiale.  A Rasiglia venne così istituita una fonderia e officina collegata al lanificio anche conosciuta come "piccola favilla". Le competenze locali vennero quindi utilizzate per avviare un'attività nel settore aeronautico.

### La nascita di OMA
Il 14 gennaio 1948 Umberto Tonti fondò OMA, trasferendo l'officina a Foligno, nei pressi dell'aeroporto.  Poco dopo, l'azienda firmò il primo contratto con il Ministero della Difesa per la manutenzione e riparazione di velivoli militari. OMA, successivamente all'acquisizione delle commesse di revisione, avviò anche l'attività di fabbricazione di attrezzature di terra per la manutenzione di aeromobili e relativi motori per compagnie aeree civili, nazionali ed internazionali (LAI, poi Alitalia, Lufthansa, TWA, SAS, KLM etc.) e per l'Aeronautica Militare Italiana. In quegli anni, OMA iniziò anche la sua attività relativa alla fabbricazione, su licenza, di parti necessarie per la manutenzione di equipaggiamenti di bordo di aerei e la revisione di aerei leggeri completi del tipo Piper L18C e L21B, Cessna L19 e SM1019 per l'Aeronautica Militare Italiana e l'ALE Aviazione Leggera dell'Esercito Italiano. L'allora Ministero della Difesa incluse OMA nel programma Lockheed-Aeritalia, relativo al velivolo F-104S che sarebbe stato fabbricato in Italia su licenza americana.
Nel 1973 Domenico Tonti, figlio del fondatore, divenne amministratore unico. OMA partecipò attivamente al programma MRCA (Multi-Role Combact Aircraft) Tornado, primo programma multinazionale europeo, curando la progettazione e lo sviluppo di equipaggiamenti di bordo per il cliente Aeritalia (in seguito divenuta Alenia Aeronautica e poi Leonardo). Vennero poi sviluppate collaborazioni con altre aziende del settore aeronautico: con Agusta (poi confluita anch'essa nel gruppo Leonardo), OMA avviò la propria attività anche nel settore elicotteristico, sia civile che militare, con i programmi AB212 e AB412, mentre con Boeing e McDonnell Douglas OMA divenne attiva nella fornitura di componenti strutturali per grandi velivoli commerciali come il B767, il B717, DC9, DC10, MD11.

### La crescita e il piano di sviluppo pluriennale

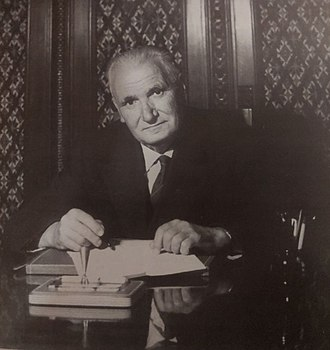
Umberto Tonti - Fondatore OMA

Negli anni '80-'90 vennero acquisite commesse per programmi aeronautici nazionali e internazionali, tra i quali ATR, Eurofighter (EFA), AMX, A129, EH 101 e NH90.
OMA iniziò poi la produzione di strutture integrate, quali gli inversori di spinta per velivoli d'affari (LearJet, Gulfstream), il kit di conversione cargo per i velivoli DC8, B737, B747 e pod subalari per la sorveglianza per ATR.
Negli anni 2000, OMA registrò un incremento dei volumi produttivi dovuta all'acquisizione di programmi ad alta produzione, come quelli relativi all'A320 nel settore civile. L'azienda partecipò poi alla progettazione, sviluppo e produzione di equipaggiamenti per il trainer M-346, scelto in seguito dalle Frecce Tricolori come sostituto degli MB339. OMA partecipò al programma F-35 Joint Strike Fighter, il caccia di quinta generazione selezionata da Lockheed Martin e Alenia (oggi Leonardo).
Nel novembre 2008 ha cofondato il Polo Aerospaziale dell'Umbria, oggi Umbria Aerospace Cluster (UAC), un'associazione che rappresenta le imprese umbre attive nei settori aeronautico, spaziale e della difesa. Il Cluster è attivo nell'internazionalizzazione, formazione, innovazione e sviluppo delle aziende associate.
Nel gennaio 2017 è stata fondata la Sky Eye Systems (SES), società con sede operativa a Cascina in provincia di Pisa in Toscana, attiva nella progettazione, sviluppo, prototipazione e realizzazione ed erogazione di servizi di supporto logistico per una famiglia di Unmanned Aircraft Systems (UAS) di tipo “Small-Tactical”. Il Rapier X-25, primo prodotto di SES, è utilizzato dall'Aeronautica Militare Italiana e dall'Esercito Italiano. Tramite Sky Eye Systems, OMA si posiziona anche come Original Equipment Manufacturer (OEM) nel settore.

## Struttura
L'azienda possiede cinque unità operative: quattro stabilimenti produttivi a Foligno, specializzati in progettazione e sviluppo di aerostrutture integrate, sistemi di bordo aeronautici e attività di supporto al prodotto, più Sky Eye Systems.

## Prodotti
L'azienda gestisce l'intero processo produttivo, a partire dalla lavorazione e trattamento superficiale di componenti metallici in alluminio, titanio e acciaio. I componenti realizzati vengono successivamente assemblati in strutture integrate e sistemi strutturati.
L'azienda sviluppa e produce sistemi quali: attuatori per carrelli di atterraggio, sistemi frenanti, impianti idraulici, sistemi di controllo del volo e inversori di spinta, integrando competenze ingegneristiche in campo meccanico, pneumatico, idraulico ed elettromeccanico.
L'azienda fornisce servizi di supporto al prodotto, che includono la manualistica tecnica e la gestione delle attività di manutenzione e riparazione. Nei rispettivi reparti l'azienda si occupa di:
- Velivoli: oltre 700 velivoli sono stati sottoposti a manutenzione. Vengono gestite le attività di manutenzione completa delle flotte U-208A e T-260B dell'Aeronautica Militare italiana.
- Motori: sono stati completati interventi di manutenzione su 850 motori a pistoni, principalmente del modello Lycoming O-540-E-4A5, installati sugli U-208A e T-260B.
- Unità di Potenza Ausiliaria (Auxiliary Power Unit - APU) e scatole ingranaggi: oltre 470 Unità di Potenza Ausiliaria e 450 scatole ingranaggi sono stati sottoposti a manutenzione per il Ministero della Difesa, a supporto delle flotte Tornado e C130J.

## Settori
OMA opera nel settore dell'aviazione commerciale, supportando segmenti di mercato come aerei commerciali, cargo, regionali e business jet. Nel settore della difesa partecipa alla realizzazione di aerei da addestramento, per il trasporto e per le missioni speciali. Nello specifico, con i propri prodotti OMA partecipa alla realizzazione di:
- Velivoli per il trasporto di passeggeri, come l'Airbus A320 Family (A318/A319/A320/A320neo/A321)
- Elicotteri, includendo gran parte della famiglia di velivoli di Leonardo (AW101, AW109, AW129, AW139, AW169, AW189, AW249) e Airbus (Super Puma, Dauphin, H175, H160, H160M), oltre all'NH90 e al KUH di KAI
- Turboprop, quali l'ATR 42/72 e il Piaggio P-180
- Business Jet, come i Bombardier Global Express e il G7500, o i Gulfstream G280 e G700
- Velivoli cargo, quale il B737-300, -400 e -700, B767 e ATR
- Addestratori, quali l'M346 Master e l'M345 HET Airlifter, quali il C-130J e il C27J
- Aerei militari quali l'F35 JSF, l'Eurofighter e il Tornado MRCA.
- Tanker B767

Tra i clienti italiani vi sono Leonardo, il Ministero della Difesa e Avio Aero. In Europa, Safran, Airbus, ATR, Liebherr e BAE Systems. Tra i clienti internazionali figurano Lockheed Martin, Boeing, Heroux Devtek, Nordam, PEMCO, IAI, Turkish Aerospace e Korean Aerospace Industries - KAI.
OMA ha partnership con Università ed Istituti di Ricerca quali il CIRA (Centro Italiano Ricerche Aerospaziali), l'INFN (Istituto Nazionale di Fisica Nucleare), l'Università di Perugia, ITS Umbria Academy, e con Associazioni di Categoria come l'AIAD (Federazione Aziende Italiane per l'Aerospazio e Difesa). Collabora anche con enti e società locali umbre, quali SVILUPPUMBRIA, Confindustria Umbria, l'Aeroporto di Foligno-Spoleto e con l'Umbria Aerospace Cluster, di cui Daniele Tonti, Chief Strategy Officer di OMA, è diventato Presidente dal gennaio 2021.